# Swiss Open 1998
Die Swiss Open 1998 im Badminton fanden vom 17. bis zum 22. März 1998 in der St. Jakobshalle Basel statt. Das Preisgeld betrug 125.000 US-Dollar. Das Turnier hatte damit einen Vier-Sterne-Status im World Badminton Grand Prix.

## Sieger und Platzierte
| Disziplin    | Gold                        | Silber                       | Bronze                              |
| ------------ | --------------------------- | ---------------------------- | ----------------------------------- |
| Herreneinzel | Peter Gade                  | Sun Jun                      | Kenneth Jonassen                    |
| Herreneinzel | Peter Gade                  | Sun Jun                      | Poul-Erik Høyer Larsen              |
| Dameneinzel  | Camilla Martin              | Ye Zhaoying                  | Wang Chen                           |
| Dameneinzel  | Camilla Martin              | Ye Zhaoying                  | Dai Yun                             |
| Herrendoppel | Zhang Wei Zhang Jun         | Liu Yong Yu Jinhao           | Pär-Gunnar Jönsson Peter Axelsson   |
| Herrendoppel | Zhang Wei Zhang Jun         | Liu Yong Yu Jinhao           | Simon Archer Chris Hunt             |
| Damendoppel  | Ge Fei Gu Jun               | Marlene Thomsen Rikke Olsen  | Ann Jørgensen Majken Vange          |
| Damendoppel  | Ge Fei Gu Jun               | Marlene Thomsen Rikke Olsen  | Ye Zhaoying Wang Chen               |
| Mixed        | Michael Søgaard Rikke Olsen | Jens Eriksen Marlene Thomsen | Janek Roos Helene Kirkegaard        |
| Mixed        | Michael Søgaard Rikke Olsen | Jens Eriksen Marlene Thomsen | Jon Holst-Christensen Ann Jørgensen |

## Finalresultate
| Disziplin    | Sieger                      | Gegner                       | Ergebnis           |
| ------------ | --------------------------- | ---------------------------- | ------------------ |
| Herreneinzel | Peter Gade                  | Sun Jun                      | 15:12, 8:15, 15:11 |
| Dameneinzel  | Camilla Martin              | Ye Zhaoying                  | 12:9, 11:8         |
| Herrendoppel | Zhang Wei Zhang Jun         | Liu Yong Yu Jinhao           | 17:15, 15:7        |
| Damendoppel  | Ge Fei Gu Jun               | Marlene Thomsen Rikke Olsen  | 15:7, 15:4         |
| Mixed        | Michael Søgaard Rikke Olsen | Jens Eriksen Marlene Thomsen | 13:18, 15:8, 15:3  |

## Halbfinalresultate
| Disziplin    | Sieger                       | Gegner                              | Ergebnis          |
| ------------ | ---------------------------- | ----------------------------------- | ----------------- |
| Herreneinzel | Peter Gade                   | Kenneth Jonassen                    | 15:6, 15:8        |
|              | Sun Jun                      | Poul-Erik Høyer Larsen              | 8:15, 15:13, 15:9 |
| Dameneinzel  | Ye Zhaoying                  | Dai Yun                             | 4:11, 11:8, 11:6  |
|              | Camilla Martin               | Wang Chen                           | 11:7, 11:5        |
| Herrendoppel | Zhang Wei Zhang Jun          | Peter Axelsson Pär-Gunnar Jönsson   | 15:7, 15:3        |
|              | Liu Yong Yu Jinhao           | Chris Hunt Simon Archer             | 15:2, 15:10       |
| Damendoppel  | Ge Fei Gu Jun                | Ann Jørgensen Majken Vange          | 15:7, 15:4        |
|              | Marlene Thomsen Rikke Olsen  | Ye Zhaoying Wang Chen               | 17:15, 15:6       |
| Mixed        | Jens Eriksen Marlene Thomsen | Janek Roos Helene Kirkegaard        | 15:11, 15:9       |
|              | Michael Søgaard Rikke Olsen  | Jon Holst-Christensen Ann Jørgensen | 15:5, 15:4        |